# 베로니카 카스트로
베로니카 카스트로(Verónica Castro, 1952년 10월 19일 ~ )는 멕시코의 배우, 가수, 프로듀서, 전직 모델, 사회자이다.